# میکروپنیس
میکروپنیس (انگلیسی: Micropenis) یا کوچک‌آلتی، وضعیتی است که در آن درازای پنیس انسان به صورت غیرعادی کوچک است و در حالت راست‌شده ۲،۵ انحراف معیار کوچک‌تر از میانگین طول آن در مردان دیگر باشد. معمولا اندازه پنیس راست‌شده کوتاه‌تر از ۱۲ سانتی‌متر کوچک و کوتاه‌تر از ۷ ریز (میکرو) به شمار می‌رود. اندازه پنیس تحت تاثیر هورمون مردانه تستوسترون در هر مرد است. حالت مادرزادی این وضعیت می‌تواند کمبود تستوسترون در دوران جنینی باشد که معمولاً اندکی پس از زایش تشخیص داده می‌شود. همچنین عواملی می‌توانند بر کوچک شدن آن در بزرگسالی اثر بگذارند که عوامل اکتسابی نامیده می‌شوند. اصطلاح میکروپنیس اغلب از نظر پزشکی زمانی استفاده می‌شود که بقیه آلت مردی، کیسه بیضه و پرینه بدون ابهام باشند (مانند هیپوسپادیاس). میکروپنیس مشکلی کم‌یاب است، برای نمونه در هر سال حدود ۲۰۰،۰۰۰ مورد در ایالات متحده به این ناراحتی تناسلی تشخیص داده می‌شوند. طبق بررسی‌ها تنها ۲،۲۸% مردان (حدود ۱۰۰ میلیون مرد) دچار بزرگی یا کوچکی غیرطبیعی و آنرمال پنیس اند. این عارضه در بزرگسالی معمولا درمان ندارد (به جز اندکی جراحی) و روش‌های نادرست و غیراصولی که برای درشت‌سازی پنیس گفته یا تبلیغ می‌شود معمولا زیان‌بار و احتمال آسیب جدی و جبران نشدنی دارند. همچنین به‌کارگیری قفس پاکدامنی در میان‌مدت می‌تواند باعث کوچک‌سازی پنیس مردان برای یک مدت کوتاه شود. در برخی منابع نیز درازای زیر ۸ تا ۹،۳ سانتی‌متر (افراشته) میکروپنیس شمرده می‌شود. این عارضه می‌تواند باعث تن‌شرمی یا تحقیر شهوانی شود.
برای اندازه‌گیری مفید درازا و دور آلت تناسلی انسان بهتر است از نوک پنیس تا محل اتصال پوست آلت به زهار (بی فشار به داخل) اندازه گرفته شود. زیرا در هنگام سکس اندازه کاربردی پنیس حدود این مقدار است. بافت‌های چربی و بیضه‌ها نیز از پیشروی کامل آلت جلوگیری می‌کنند.
طبق اندازه‌گیری‌های دقیق کارشناسان سلامت و بهداشت، اندازه آلت تناسلی در نوجوانان سالم (۱۸ سال نرمال) در حالت شل ۹ تا ۱۰،۲ سانتی‌متر و کشیده (به آرامی با دست) ۱۳،۳ سانتی‌متر و افراشته ۱۵،۱ تا ۱۶،۳ سانتی‌متر است، در حالی در افراد دارای میکروپنیس این اندازه‌ها به ترتیب ۵ تا ۷ و ۱۰،۹ و ۱۱،۴ تا ۱۲،۷ سانتی‌متر است، همچنین اشخاص با ماکروپنیس (بزرگ‌آلتی)، در صدک ۹۷،۵اُم (بالا) به ترتیب حداقل ۱۵،۵ و ۱۶،۵ و ۱۹ می‌باشد. همچنین حداقل اندازه دور (کلفتی) آلت نرمال در حالت خوابیده ۹،۳ سانتی‌متر و در حالت راست‌شده ۱۱،۷ تا ۱۲،۳ سانتی‌متر بوده است. دسته‌بندی اندازه‌های پنیس افراشته:
- پایین ۷ سانتی‌متر: میکروپنیس
- ۸ تا ۱۲ س‌م: کوچک و کوتاه
- ۱۲ تا ۱۴ س‌م: معمولی
- ۱۴ تا ۱۶ س‌م: طبیعی
- ۱۶ تا ۲۲ س‌م: بزرگ و دراز
- بالای ۲۲ سانتی‌متر: ماکروپنیس[۱۱]

آلت تناسلی ریز وضعیت نادر و کمیابی (حدود ۰،۶% مردان، حداقل ۲۴ میلیون نفر درجهان) است، ولی ممکن است با یک آلت تناسلی کوچک یا آلت تناسلی دفن‌شده که درصد بیشتری احتمال رخ دادن دارد اشتباه گرفته شود. یک پنیس کوتاه (یا کوچک) با میکروپنیس (پنیس ریز) ممکن است متفاوت باشد. میکروپنیس یک عارضه پزشکی است در حالی که پنیس کوتاه یک پنیس طبیعی است ولی دارای کوتاه‌ترین اندازه در گستره طولی نرمال است.
اگرچه آلت ریز (زیر ۷ س‌م) و آلت کوتاه (زیر ۱۲ س‌م) بسیار کوچک‌تر از حد معمول است، ولی از نظر جنسی و سکسوال این پنیس‌ها مانند هر پنیس دیگر عمل می‌کند. تنها ممکن است برای باردار کردن یا گاهی ارضای یک زن دچار مشکل شود، زیرا فاصله این پنیس از دهانه رحم نسبت به یک آلت متوسط ۱۶،۵ سانتی‌متری از اندازه عمق واژن که حدود ۱۸س‌م است بسیار دورتر است بدین معنی که این پنیس نمی‌تواند خود را به انتهای واژن برساند و این امر رسیدن اسپرم به تخمک را سخت‌تر می‌کند. پژوهش‌ها نشان می‌دهند که این بیماری ممکن است به دلیل کمبود تستوسترون در حالی که او هنوز در رحم رشد می‌کند ایجاد شود، اما همچنین می‌تواند نشانه دیگر سندرم‌ها (مانند سندرم کالمن) باشد. در این صورت، ممکن است مردی نیز بعدا با ناباروری دست و پنجه نرم کند ولی شاید توانایی برای به ارگاسم رساندن یک زن را با روش‌های متفاوت داشته باشد. برای ارگاسم افزون بر درازای آلت، ستبرای آن نیز اهمیت دارد. زیرا پنیس کوتاه ممکن است نتواند هنگام سکس، دخول ژرف (تا تهِ واژن یا رکتوم) و پیوسته کند بدون بیرون افتادن پیاپی از واژن و پنیس باریک هم احتمال دارد نتواند به لبه‌های وولوا و واژن و کلیتوریس (برای سکس واژینال) و همچنین لبه‌های آنوس و رکتوم (برای سکس آنال) تماس مناسبی پیدا کند از این رو روش‌های ارضای جایگزین و خلاقانه دیگری به کار می‌آیند. پنیس‌ها معمولا نمی‌توانند تا ته به واژن دخول کنند. برای همین اندازه نااستخوان‌فشرده بااهمیت است.
پنیس دفن‌شده متفاوت است با میکروپنیس (آلت ریز)، که یک پنیس غیرطبیعی کوچک ولی به صورت طبیعی ساختاریافته با طول آلت تناسلی کشیده کمتر از ۲.۵ انحراف استاندارد کمتر از میانگین سن یا مرحله رشد جنسی بیمار است. درحالی که آلت تناسلی دفن‌شده یا پنهان یا جمع‌شونده یک بیماری مادرزادی یا اکتسابی است که در آن پنیس به طور جزئی یا کامل زیر سطح پوست پنهان می‌شود که می تواند منجر به مشکلات ادراری، بهداشت ضعیف، عفونت و مهار عملکرد جنسی طبیعی شود.
پسران و مردان دارای پنیس کوتاه یا دفن‌شده ممکن است نتوانند در حالت ایستاده یا حتی نشسته ادرار کنند، بی آن که چکه‌های ادرار یا حتی گاهی انزال منی، به دلیل کوتاه بودن آلت شل، بر پوست کیسه بیضه یا ران‌ها یا لباس بریزد.
در میان نخستی‌سانان، انسان‌های نر (مردان) دارای بزرگ‌ترین آلت تناسلی شده اند و نیز جزو تنها جانوران پستان‌داری اند که استخوان نره را از دست داده اند و پنیس انعطاف‌پذیر از بافت اسفنجی و رگ خونی به دست آورده اند. همچنین به همین دلیل تغییراتی در اندازه بیضه (تستیکول) داشته اند. این‌ها به دلیل گزینش جنسی انسان‌های ماده (زنان) و مادرسالاری در طول تاریخ چند ده هزار ساله بشر بوده است.

## علت‌ها
از میان شرایط غیرطبیعی مرتبط با میکروپنیس، بیشتر آن‌ها شرایط کاهش تولید یا اثر آندروژن پیش از تولد هستند، مانند رشد غیر طبیعی بیضه (دیسژنزی بیضه)، سندرم کلاین‌فلتر، هیپوپلازی سلول لیدیگ، نقص‌های خاص سنتز تستوسترون یا دیهیدروتستوسترون (کمبود 17،20 لیاز ، کمبود 5α ردوکتاز)، سندرم‌های عدم حساسیت به آندروژن، تحریک ناکافی هیپوفیز (کمبود گنادوتروپین)، و سایر اشکال هیپوگنادیسم مادرزادی. سندرم‌های ناهنجاری که کروموزوم‌های جنسی را درگیر نمی‌کند.  گاهی نشانه کمبود هورمون رشد مادرزادی یا کم‌کاری هیپوفیز مادرزادی است. چندین ژن هومئوباکس بدون اختلالات هورمونی قابل تشخیص بر اندازه آلت تناسلی و انگشت تاثیر می گذارند.
علاوه بر این، قرار گرفتن در معرض برخی از داروهای باروری مبتنی بر استروژن مانند دی‌اتیل‌استیل‌بسترول (DES) در رحم با ناهنجاری‌های ژنیتال یا پنیس کوچک‌تر از نرمال پیوند دارد.
پس از ارزیابی برای تشخیص هر یک از شرایطی که در بالا توضیح داده شد، میکروپنیس اغلب در دوران نوزادی با تزریق هورمون‌های مختلف مانند گنادوتروپین جفتی انسانی و تستوسترون درمان‌پذیر است.
تحقیقات نشان داد بریدن بیش از اندازه پوست ختنه‌گاه در هنگام ختنه در کوچک شدن آلت تاثیر بسزایی دارد. زیرا در هنگام رشد پنیس کودک پوست کافی ندارد و کوچک می‌ماند. زمان مناسب بریدن پیش‌پوست از این نظر در بزرگسالی است که رشد پنیس همچون رشد قد کامل شده است. 
برخی از دلیل‌های میکروپنیس که ممکن است باعث معافیت سربازی شوند، هستند:
- اثر یا تولید آندروژن کاهش یافته قبل از تولد.
- رشد غیرطبیعی بیضه (دیسژنز بیضه، سندرم کلینفلتر، هیپوپلازیای سلولی لایدیگ).
- نقایص خاصی از سنتز تستوسترون، سندرم‌های غیر حساسیتی آندروژن، تحریک هیپوفیز ناکافی و دیگر انواع هیپوگنادیسم مادرزادی.
- میکروپنیس همچنین می‌تواند به عنوان بخشی از بسیاری از سندرم‌های ژنتیکی شکل گیری نادرست رخ دهد که کروموزوم های جنسی را شامل نمی‌شود.
- چندین ژن روی آلت تناسلی و اندازه عددی بدون اختلالات هورمونی قابل شناسایی اثر دارند.
- قرار گرفتن در معرض برخی از داروهای باروری برپایه استروژن به ناهنجاری‌های دستگاه تناسلی و یا یک آلت تناسلی کوچک‌تر از معمول مرتبط است.

## درمان

### درمان هورمونی
رشد آلت تناسلی چه پس از تولد و چه در دوران کودکی و بلوغ (حداقل از ۹ سالگی) به شدت تحت تاثیر تستوسترون و تا حدی هورمون رشد است.
صرف نظر از علت به وجود آمدن میکروپنیس به هر دلیلی، اگر در دوران نوزادی تشخیص داده شود (که بهتر است)، معمولاً یک دوره کوتاه تستوسترون تجویز می شود (معمولاً بیشتر از سه ماه نیست). این معمولاً یک مقدار کم رشد را القا می‌کند و احتمال رشد بیشتر در بلوغ را تایید می‌کند، ولی باز هم به ندرت به اندازه طبیعی و نرمال می‌رسد. هیچ تستوسترون اضافی در حین دوران کودکی داده نمی‌شود، تا از ویریلیزاسیون ناخواسته و بلوغ استخوان جلوگیری شود.  (همچنین شواهدی وجود دارد که نشان می‌دهد تجویز زودرس تستوسترون می‌تواند منجر به کاهش اندازه آلت تناسلی در بزرگسالان شود.)
درمان تستوسترون در نوجوانی و تنها برای پسران مبتلا به هیپوگنادیسم (کم‌کاری غده‌های جنسی) خلاصه می‌شود. رشد آلت تناسلی در پایان بلوغ (حداکثر تا ۱۶ سالگی)، همانند رشد قد، کامل و تمام می‌شود، و ارائه تستوسترون اضافی پس از بلوغ به بزرگسالان باعث رشد کم یا حتی عدم رشد بیشتر می‌شود.

### جراحی
از آنجا که درمان هورمونی به ندرت امکان دارد حتی به اندازه متوسط برسد، چندین تکنیک جراحی مشابه فالوپلاستی برای بزرگ کردن آلت تناسلی ابداع و انجام شده است، ولی به طور کلی به اندازه کافی موفقیت‌آمیز در نظر گرفته نمی‌شوند که به طور گسترده مورد استفاده قرار گیرند.